# Corymbia nesophila
Corymbia nesophila är en myrtenväxtart som först beskrevs av William Faris Blakely, och fick sitt nu gällande namn av Kenneth D. Hill och Lawrence Alexander Sidney Johnson. Corymbia nesophila ingår i släktet Corymbia och familjen myrtenväxter. Inga underarter finns listade i Catalogue of Life.